# 潘瑟嶺
70°22′S 64°20′W / 70.367°S 64.333°W
潘瑟嶺（英語：Pinther Ridge），是南極洲的山嶺，位於帕爾默地，處於伊特尼蒂山脈以南41公里的戴耶高原東側，長11公里，美國地質調查局在1974年繪入地圖，現時由南極條約體系管理。